# Pandora and the Flying Dutchman
Pandora and the Flying Dutchman és una pel·lícula dramàtica britànica de Technicolor de 1951 realitzada per Romulus Films i estrenada per Metro-Goldwyn-Mayer als Estats Units. La pel·lícula va ser dirigida per Albert Lewin i produïda per Lewin i Joe Kaufmann a partir d'un guió d'aquest, inspirat en la llegenda de l'holandès errant.
La pel·lícula va ser protagonitzada per Ava Gardner i James Mason, i també hi van intervenir Nigel Patrick, Sheila Sim, Harold Warrender, Mario Cabré i Marius Goring. El director de fotografia va ser Jack Cardiff. L'artista Man Ray, que era amic d'Albert Lewin, va produir alguns decorats per a Pandora. Va crear peces d'escacs d'estil cubista particulars i diverses pintures vistes a la pel·lícula, sobretot la principal, una mena d'escena surrealista a la moda de Giorgio de Chirico.
Va ser filmada principalment a Tossa de Mar, a la Costa Brava (Selva). n aquesta localitat es va erigir una estàtua de Gardner en el pujol que domina la platja principal. Les escenes del rècord automobilístic de velocitat van ser filmades a Traeth Pentywyn (Gal·les).
MGM va retardar el seu llançament fins al cap de l'estrena de Show Boat (1951), en la qual també intervenia Ava Gardner. Encara que la pel·lícula és apreciada per la crítica especialitzada i va solidificar el seu estatus com una estrella en ascens, no va significar un gran èxit de públic.

## Sinopsi
Pandora Reynolds és una cantant estatunidenca de pas a Espanya, que fascina a tots els homes. Ella rebutja la proposta de matrimoni d'un poeta, Demarest, que se suïcida. Altres dos homes estan enamorats d'ella: Stephen, un pilot de carreres, i Montalvo, un torero. Un dia, surt a nedar cap a un estrany pot enfront del port d'Esperanza, on coneix a un misteriós navegant, Hendrick Van der Zee, per qui se sent fascinada. La història és contada per un testimoni, Geoffrey, qui va descobrir un manuscrit del segle XVII que ofereix una versió inèdita del mite de l'holandès errant.

## Repartiment
- James Mason com Hendrik van der Zee.
- Ava Gardner com Pandora Reynolds.
- Nigel Patrick com Stephen Cameron.
- Sheila Sim com Janet.
- Harold Warrender com Geoffrey Fielding.
- Mario Cabré com Juan Montalvo.
- Marius Goring com Reggie Demarest.
- John Laurie com Angus.
- Pamela Mason com Jenny.
- Patricia Raine com Peggy.
- Margarita Álvarez com a Senyora Montalvo.
- Abraham Sofaer com a jutge.
- Francisco Igual com Vicente.
- Guillermo Beltrán com barman.

## Recepció
La pel·lícula va ser una de les més populars en les taquilles britàniques en 1951.
Segons els registres de MGM, la pel·lícula va guanyar $ 1,247,000 als Estats Units i el Canadà i $ 354,000 a la resta del món. Té una puntuació del 67% a Rotten Tomatoes basada en 33 ressenyes.